# Бисноват, Матус Рувимович
Ма́тус Руви́мович Биснова́т (при рождении Ма́тус Ха́им-Ру́винович Биснова́т; 23 октября 1905, Никополь, Екатеринославская губерния — 6 ноября 1977, Москва) — советский авиаконструктор и создатель ракетного вооружения, главный конструктор ОКБ-293, главный конструктор Опытного конструкторского бюро ракетного авиационного вооружения (ОКБ-4 — КБ «Молния»), доктор технических наук (1965), Герой Социалистического Труда (1975), лауреат Ленинской премии (1966) и Государственной премии СССР (1973).

## Биография

### Ранние годы
Родился 10 (23) октября 1905 года в Никополе, в семье мелитопольского мещанина Хаима—Рувина Эльевича Бисновата и Кейлы Бисноват.
В молодые годы увлекался живописью, посещал ВХУТЕМАС. Однако в 1931 году окончил МАИ.

### Работа в авиационной промышленности
В 1933—1935 годах Бисноват работал в ОКБ Н. Н. Поликарпова вместе с В. К. Таировым (позже стал его заместителем). В 1938 году он возглавил ОКБ при ЦАГИ. Здесь под руководством Бисновата было создано несколько скоростных экспериментальных самолётов, в том числе СК-1 и СК-2, проект двухмоторного истребителя СК-3 с моторами АМ-37. Однако эти самолёты так и не пошли в серию. СК-2 с кабиной и фонарём над фюзеляжем впервые был выведен на аэродром в конце 1940 года, когда началось массовое производство Як-1, ЛаГГ-1 и МиГ-1. А на СК-2 ещё только предстояло работать (установить и испытать вооружение, оценить их влияние на скоростные параметры самолёта).
В 1942 году Бисноват был назначен начальником ОКБ-55 (главный конструктор А. Г. Костиков), в котором разрабатывался ракетный истребитель «302П». Самолёт не был построен в заявленные сроки, за что Костиков был арестован и год пробыл в тюрьме.
В 1946 году в городе Химки было создано ОКБ-293, которым Бисноват руководил до 1953 года.  ОКБ было образовано постановлением Совета министров СССР № 1145-471сс от 31.05.1946 в системе 7 Главного управления МАП СССР вместе с образованием завода № 293. Бисноват сначала проводил работы по исследованию сверхзвуковых скоростей полёта на летающих моделях самолётов ЛМ-6, ЛМ-9, ЛМ-15 (1946—1948). Затем был спроектирован и построен экспериментальный самолёт "5" (Q245411) (1947). Самолёт имел крыло стреловидностью 45 градусов, ракетный двигатель и автоматическую систему управления полётом. Были проведены его испытания в аэродинамической трубе ЦАГИ (испытания проводили В. Н. Матвеев и Г. С. Бюшгенс). Эти испытания показали возможность достижения скорости в 1,4—1,45 Маха
В 1948 году ОКБ было перепрофилировано на создание реактивного управляемого вооружения, в связи с чем передано в 14 Главное управление МАП и создавало самонаводящиеся ракеты класса «воздух-воздух» и береговой противокорабельный ракетный комплекс, в основе которого были крылатые ракеты, получивший позже название «Шторм». В 1952 году успешно прошёл лётные испытания первый самонаводящийся снаряд СНАРС-250.
В 1953 году, с началом «кампании по борьбе с космополитизмом», ОКБ-293 было расформировано.
С началом «хрущёвской оттепели» Бисновату поручили заново организовать конструкторское бюро со специализацией «тактическое авиационное ракетное вооружение». В декабре 1954 года в городе Тушино Московской области (в настоящее время это часть Москвы)) было создано ОКБ-4 (впоследствии — КБ «Молния»).
В период 1962——1966 годы для высотного сверхзвукового перехватчика МиГ-25 была разработана ракета К-40 (принята на вооружение в 1971 году). За эту работу коллективы во главе с Бисноватом и В. Н. Елагиным получили Ленинскую премию (1966).
Впоследствии под руководством Бисновата были созданы авиационные ракеты К-60 и К-73.

### Смерть
Матус Рувимович Бисноват умер 8 ноября 1977 года после продолжительной болезни (диабет). Он похоронен на Ваганьковском кладбище (20 уч.).

## Награды и звания
- Герой Социалистического Труда (1975) — за большие заслуги в создании новых образцов авиационного вооружения и в связи с 70-летием
- Два ордена Ленина, орден Трудового Красного Знамени, медали
- Ленинская премия (1966)
- Государственная премия СССР (1973)

## Оценки
По воспоминаниям Ярослава Голованова:

Матус Рувимович Бисноват был человеком талантливым, но не пробивным, в сравнении с таким «хищником», как, скажем, Яковлев, [Бисноват был] абсолютно «травоядным».